# Егриси
Егриси (на грузински: ეგრისი), наричана също Лазика, е държава, съществувала през късната Античност в източното Черноморие.
Тя се образува през II век на мястото на полузависимото от Римската империя царство Колхида. През по-голямата част от своето съществуване царството Егриси е зависимо от Източната Римска империя, а в отделни периоди – от Сасанидското царство. Християнството се утвърждава в страната от началото на IV век а в средата на следващото столетие вече е официална религия. В края на VII век Егриси е завладяно от Умаядския халифат.